# Gare de Pont-Sainte-Maxence
Gare de Pont-Sainte-Maxence vasútállomás Franciaországban, Les Ageux településen.

## Vasútvonalak
Az állomást az alábbi vasútvonalak érintik:
- Creil–Jeumont-vasútvonal

## Kapcsolódó állomások
A vasútállomáshoz az alábbi állomások vannak a legközelebb:
- Gare de Creil
- Gare de Chevrières
- Gare de Compiègne
- Gare de Rieux - Angicourt